# Xiangyanglou
Xiangyanglou (kinesiska: 向阳楼, 向阳楼街道)  är ett stadsdelsdistrikt i Kina. Det ligger i storstadsområdet Tianjin, i den norra delen av landet, nära eller i stadens centrum. Antalet invånare är 80 678. Befolkningen består av 41 106 kvinnor och 39 572 män. Barn under 15 år utgör 8,0 %, vuxna 15-64 år 80 %, och äldre över 65 år 11,0 %.